# Salix polyclona
Salix polyclona — вид квіткових рослин із родини вербових (Salicaceae).

## Морфологічна характеристика
Це кущ до 3.5 метра заввишки; зазвичай розгалужені. Гілочки пурпурно-коричневі, майже голі. Листкові ніжки 1–3(4) мм, біло запушена; листкова пластинка еліптична чи еліптично-видовжена, 15–30 × 5–7 мм, абаксіально (низ) сірувато-зелена, густо запушена, адаксіально вздовж середньої жилки біло-запушена, край цільний, верхівка тупа чи загострена. Чоловічі сережки 3–4 × ≈ 4 мм, густоквіткові. Чоловіча квітка: тичинок 2; пиляки жовті, кулясті. Жіноча сережка 2–3 см × ≈ 5 мм, ≈ 4 см у плоді. Жіноча квітка: зав'язь яйцювато-циліндрична, гола. Коробочка яйцеподібно-конічна.

## Середовище проживання
Хубей, Шеньсі. Населяє гірські схили; на висотах ≈ 2100 метрів.